# Albertson
Albertson és una concentració de població designada pel cens dels Estats Units a l'estat de Nova York. Segons el cens del 2000 tenia 5.200 habitants.

## Demografia
Segons el cens del 2000, Albertson tenia 5.200 habitants, 1.812 habitatges, i 1.442 famílies. La densitat de població era de 3.042 habitants per km².
Dels 1.812 habitatges en un 33,6% hi vivien nens de menys de 18 anys, en un 67,7% hi vivien parelles casades, en un 8,4% dones solteres, i en un 20,4% no eren unitats familiars. En el 17,9% dels habitatges hi vivien persones soles l'11,3% de les quals corresponia a persones de 65 anys o més que vivien soles. El nombre mitjà de persones vivint en cada habitatge era de 2,87 i el nombre mitjà de persones que vivien en cada família era de 3,27.
Per edats la població es repartia de la següent manera: un 22,5% tenia menys de 18 anys, un 6,4% entre 18 i 24, un 27,1% entre 25 i 44, un 24,6% de 45 a 60 i un 19,4% 65 anys o més.
L'edat mediana era de 42 anys. Per cada 100 dones de 18 o més anys hi havia 90,8 homes.
La renda mediana per habitatge era de 66.516 $ i la renda mediana per família de 77.516 $. Els homes tenien una renda mediana de 55.000 $ mentre que les dones 44.792 $. La renda per capita de la població era de 31.222 $. Entorn del 4,5% de les famílies i el 4,7% de la població estaven per davall del llindar de pobresa.

## Poblacions més properes
El següent diagrama mostra les poblacions més properes.